# Football Club de Metz 1972-1973
Questa voce raccoglie le informazioni riguardanti il Football Club de Metz nelle competizioni ufficiali della stagione 1972-1973.

## Maglie e sponsor
Lo sponsor tecnico per la stagione 1972-1973 è Le Coq Sportif.
| Manica sinistra · Maglietta · Manica destra · Pantaloncini · Calzettoni |

## Rosa
| N. |                        | Ruolo | Calciatore        |
| -- | ---------------------- | ----- | ----------------- |
|    | Francia (bandiera)     | P     | Patrick Barth     |
|    | Francia (bandiera)     | P     | Johnny Schuth     |
|    | Francia (bandiera)     | D     | Michel Baulier    |
|    | Lussemburgo (bandiera) | D     | Fernand Jeitz     |
|    | Francia (bandiera)     | D     | Joël Muller       |
|    | Francia (bandiera)     | D     | Marc Rastoll      |
|    | Francia (bandiera)     | D     | Victor Zvunka     |
|    | Polonia (bandiera)     | C     | Bernard Blaut     |
|    | Francia (bandiera)     | C     | Alain Chipon      |
|    | Francia (bandiera)     | C     | Bernard Defferez  |
|    | Spagna (bandiera)      | C     | Jésus Fandino     |
|    | Francia (bandiera)     | C     | Claude Hausknecht |

| N. |                       | Ruolo | Calciatore                  |
| -- | --------------------- | ----- | --------------------------- |
|    | Francia (bandiera)    | C     | Jacques Pauvert             |
|    | Francia (bandiera)    | C     | Jacky Pérignon              |
|    | Francia (bandiera)    | C     | Francis Piasecki            |
|    | Francia (bandiera)    | C     | Max Richard                 |
|    | Francia (bandiera)    | A     | Christian-Jacques Castellan |
|    | Francia (bandiera)    | A     | Nestor Combin               |
|    | Francia (bandiera)    | A     | Claude Franquet             |
|    | Francia (bandiera)    | A     | Daniel Fuchs                |
|    | Francia (bandiera)    | A     | Jean-Louis Massé            |
|    | Jugoslavia (bandiera) | A     | Ivan Pavlica                |
|    | Francia (bandiera)    | A     | André Tota                  |

## Risultati

### Coppa di Francia
| Arbitro: | Kitabdjian |

|              |           |  |
| Kevarrec 28’ | Marcatori |  |